# Призрак летних солнц
Призрак летних солнц (призрак поздних весенних солнц) — неофициальное название звезды Арктур, ярчайшей звезды Северной небесной полусферы и четвёртой по яркости звезды всего неба.

## Происхождение и суть названия
Ежегодно в конце октября, примерно за неделю до Хэллоуина (то есть в районе 24 октября) звезда Арктур достигает соединения с Солнцем и на несколько дней становится как бы его призраком, тенью. Это значит, что в любое время суток в эти дни Арктур находится на небе там же (на том же азимуте и на той же высоте), где Солнце в это же время суток находилось в середине мая или в конце июля (так как склонение Арктура равно склонению Солнца мая и июля), то есть в Северном полушарии Земли глубокой осенью он на несколько дней становится как бы призраком ушедшего лета или поздней весны. Так как в Северном полушарии Земли световой день в конце октября короче, чем в мае или июле, Арктур в конце октября виден дважды в сутки — вечером, после наступления темноты, в западной, северо-западной и иногда даже северной частях неба (там Солнце находилось в это время суток в мае и июле); и утром, перед рассветом — в северной, северо-восточной и восточной частях неба (там Солнце в мае и июле находилось в это время суток). А в широтах выше 71° с. ш. Арктур, как и Солнце в середине мая и конце июля, не заходит за горизонт, поэтому там он виден всю ночь — и в конце октября он вечером находится в западной части неба, ночью — в северной, а утром — в восточной.